# Alchemilla exilis
Alchemilla exilis är en rosväxtart som beskrevs av Sergei Vasilievich Juzepczuk. Alchemilla exilis ingår i släktet daggkåpor, och familjen rosväxter. Inga underarter finns listade i Catalogue of Life.